# 横浜市立伊勢山小学校
横浜市立伊勢山小学校（よこはましりつ いせやましょうがっこう）は、神奈川県横浜市泉区和泉中央南にある公立小学校。通称「伊勢山」。

## 沿革

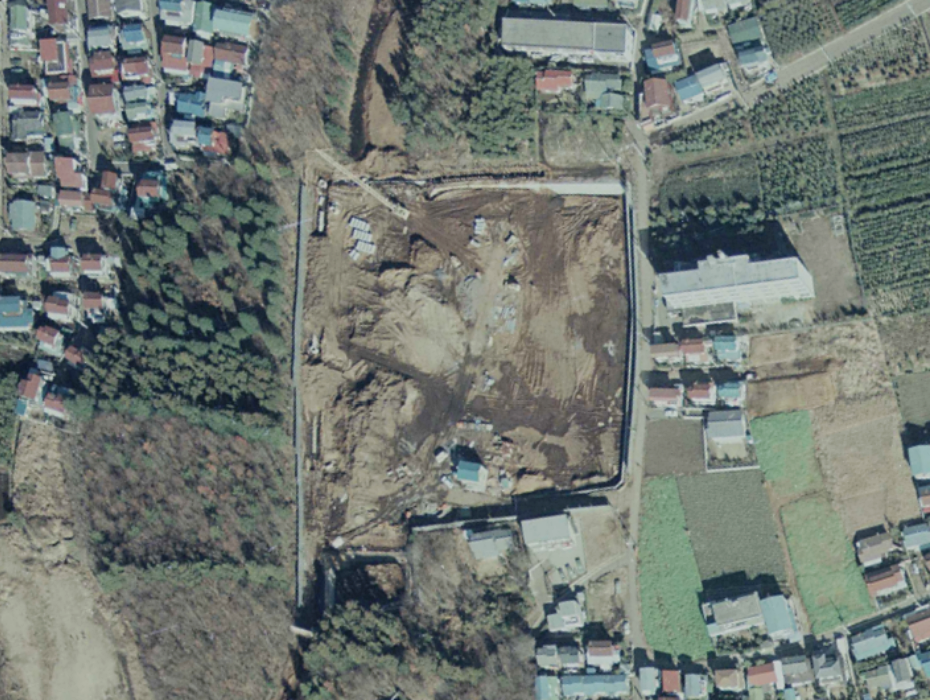
校舎建設前の空中写真（1977年12月）

- 1978年（昭和53年）10月 - 校舎を落成[1]。
- 1979年（昭和54年）
  - 4月1日 ‐ 横浜市立中田小学校から独立開校[2]。
  - 4月3日 - 開校式および祝賀会を開催[1]。
  - 4月 - 10月31日を開校記念日に制定[1]。
  - 10月 - 校章を制定[1]。
- 1982年（昭和57年）4月 - 屋外環境施設（なかよし広場）を整備[3][4]。
- 1983年（昭和58年）10月 - 校旗を制定[1]。
- 1984年（昭和59年）3月 - 校歌を制定[1]。
- 1986年（昭和61年）11月3日 - 戸塚区の分区により泉区に編入[5][1]。
- 2001年（平成13年）3月 - ドライシステムの給食室を設置[1]。
- 2002年（平成14年）2月22日 - 第61回全国教育美術展にて成績優秀につき表彰される[6]。
- 2004年（平成16年）
  - 2月27日 - 第63回全国教育美術展にて成績優秀につき表彰される[6]。
  - 3月 - 体育館の耐震補強工事を実施[1]。
- 2006年（平成18年）7月 - 校舎の耐震補強工事を実施[1]。
- 2010年（平成22年）6月 - 太陽光発電システムを整備[1]。

## 学区
横浜市泉区の以下の区域が対象。
- 和泉が丘一丁目のうち、2番、3番
- 和泉が丘三丁目のうち、1番から4番、34番から38番
- 和泉中央北二丁目のうち、1番から8番、9番16号、9番17号、10番1号、10番17号から10番20号、26番2号、27番3号、27番6号
- 和泉中央南一丁目（全域）
- 和泉中央南二丁目のうち、2番4号、2番6号から2番18号、4番から39番
- 和泉中央南三丁目のうち、13番から15番、21番10号、21番12号、22番から29番
- 和泉町のうち、2569番地、2570番地、2592番地から2598番地、2631番地から2675番地、2732番地から2742番地、2745番地、2750番地、2751番地、2770番地、2771番地、2774番地、2777番地、2779番地、2783番地、2784番地、2800番地、2814番地、2823番地、2827番地、2830番地から2832番地、2835番地、2838番地、2840番地、2841番地、2845番地から2847番地、2849番地、2852番地、2853番地、2857番地、2859番地、2863番地から2867番地、2869番地から2871番地、2874番地、2876番地から2884番地、2887番地、2890番地、2892番地、2894番地、2898番地、2899番地、2903番地から2913番地、2915番地、2916番地、2918番地、2921番地から2936番地、2938番地、2939番地、2944番地から2947番地、2950番地、2952番地から2954番地、2958番地、2959番地、2967番地、2969番地、2970番地、2975番地、2977番地、2980番地、2981番地、2983番地、2984番地、3891番から3895番地、3917番地、3918番地、3923番地、3927番地、3928番地、3931番地、3946番地から3950番地、3952番地から3958番地、3960番地から3963番地、3965番地から3972番地、3974番地から3979番地、3981番地、3993番地、4003番地、4007番地から4012番地、4024番地、4025番地、4040番地、4041番地、4045番地、4059番地、4067番地、4070番地、4110番地、4111番地、4120番地

## 進学先の中学校
- 横浜市立中和田中学校
- 横浜市立泉が丘中学校

出典：

## アクセス
- 相模鉄道 ‐ いずみ中央駅から徒歩15分[8]。
- 横浜市営地下鉄 ‐ 立場駅から徒歩5分[8]。

## 周辺
- 和泉町作右衛門公園
- 和泉町十三本公園
- イトーヨーカドー立場店